# Isla de Ons (parroquia)
Isla de Ons (llamada oficialmente San Xoaquín da Illa de Ons) es una parroquia y un lugar del municipio español de Bueu, en la provincia de Pontevedra, Galicia.

## Toponimia
La parroquia también es conocida por los nombres de San Joaquín da Illa de Ons y San Joaquín A. da Illa de Ons.

## Organización territorial
La parroquia está formada por una entidad de población:
- Ons

## Demografía
Gráfica demográfica del lugar de Ons y parroquia de Isla de Ons según el INE español:
| Gráfica de evolución demográfica de Isla de Ons entre 2000 y 2023 |
|                                                                   |
| Datos según el nomenclátor publicado por el INE.                  |